# Chapelle Saint-Bernard-de-Montparnasse
La chapelle Saint-Bernard de Montparnasse est une chapelle de culte catholique intégrée à la gare Montparnasse dans le 15e arrondissement de Paris.

## Situation
Elle est située dans les sous-sols de la gare Montparnasse. On y entre par une porte à gauche de la façade, sous la pendule de gauche de la gare, en la regardant depuis la place Raoul-Dautry.

## Histoire
La chapelle a été construite à l'initiative de Victor Bucaille, chargé dès 1954 au Conseil de Paris de la réflexion sur la « nouvelle gare Montparnasse ». À l'image d'autres capitales d'Europe, il a souhaité qu'au moins une gare parisienne possède un lieu de culte, et à ce jour cette chapelle est la seule implantée dans une gare parisienne.
Elle est dédiée à saint Bernard en l'honneur du fils de Victor Bucaille, disparu prématurèment en 1946.
La décoration intérieure, très sobre, est principalement l’œuvre du sculpteur Pierre de Grauw. On remarque en premier lieu son autel qui a été façonné à partir de traverses en bois de chemin de fer. On note ensuite le tabernacle en forme de roue – également sculpté à partir de traverses de chemin de fer – puis le Christ crucifié sans croix distincte, et enfin le prophète qui sert d'ambon pour les lectures.
La chapelle a été ouverte en septembre 1969, c'est-à-dire au lendemain du concile Vatican II dont le souffle n'a cessé de l'animer. Elle se veut offrir un lieu d'intériorité et de silence ouvert aux questionnements contemporains.
Dans les années 1970, la chapelle a accueilli des militants de luttes sociales comme lors de la révolution des prostituées de 1975. Plus largement, la chapelle reste un lieu de réflexion sur les attentes de la société et les réponses que peut apporter le christianisme.
Outre les offices du week-end, la chapelle assure un accueil pendant la semaine et propose lectures et rencontres.
La chapelle a fermé en 2018 du fait qu'elle ne soit plus aux normes de sécurité. Le diocèse de Paris décide de fermer la chapelle définitivement le 12 octobre 2024.

## Structure

La chapelle en avril 2014
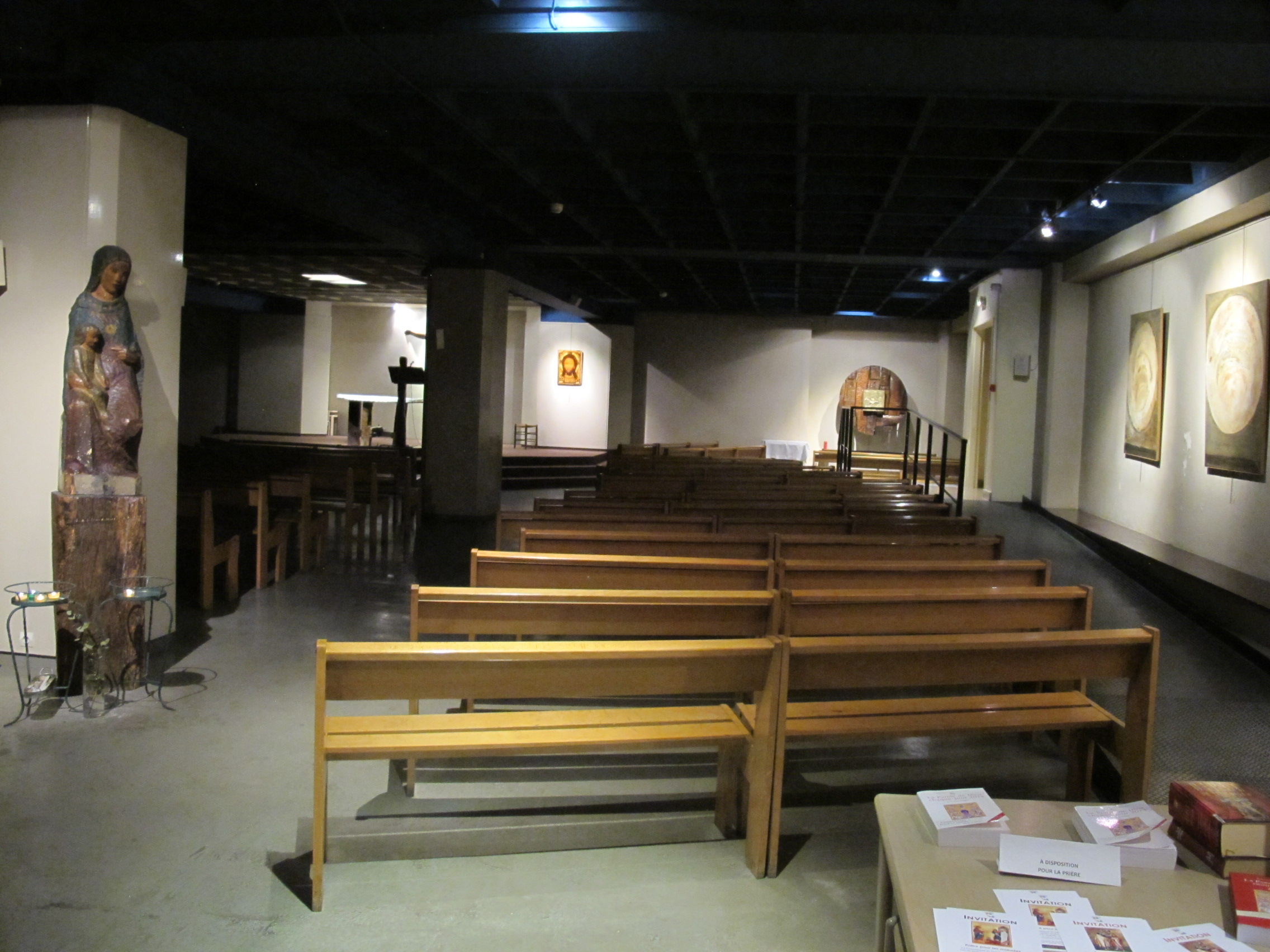
Intérieur de la chapelle.
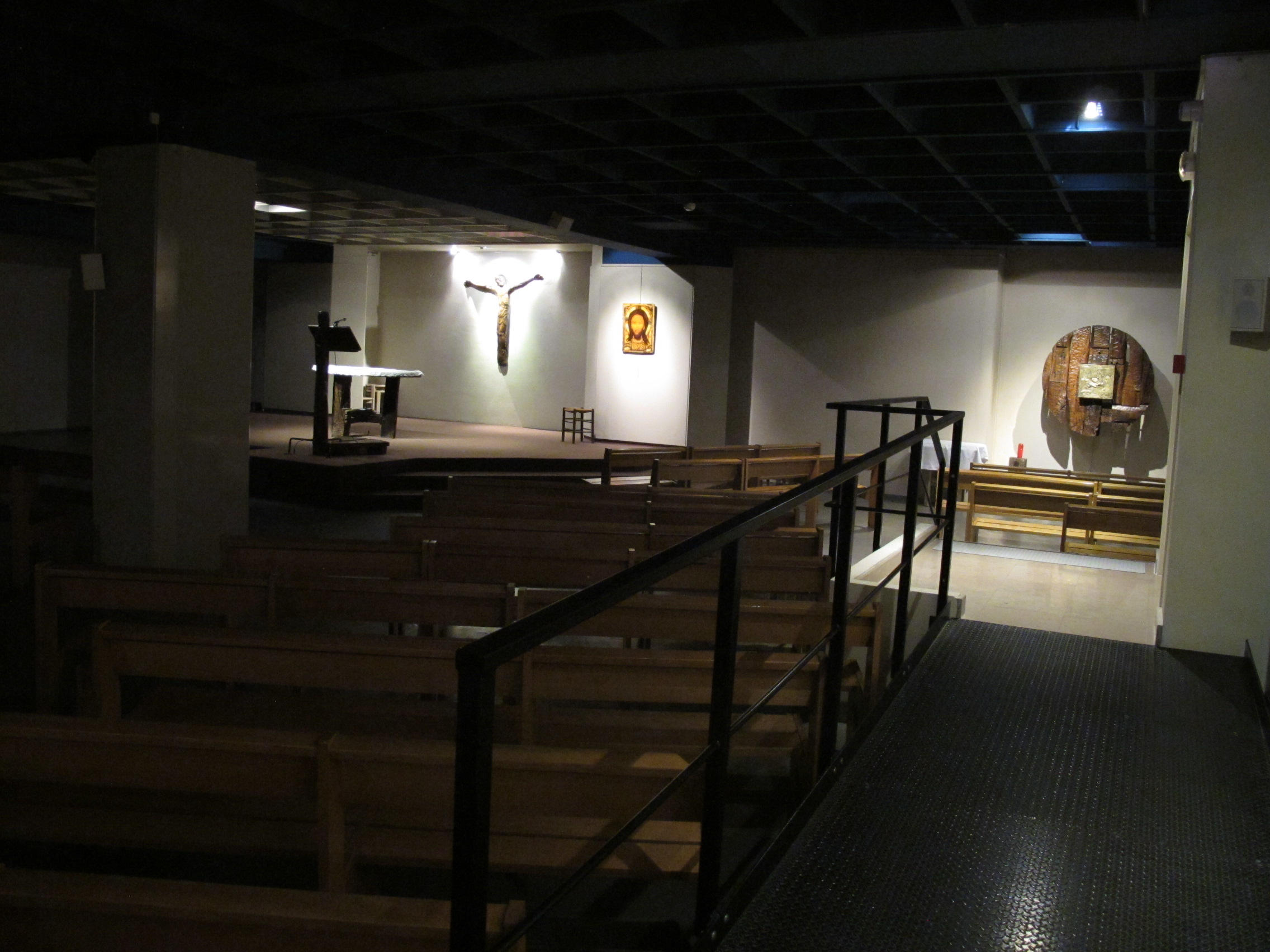
Idem.
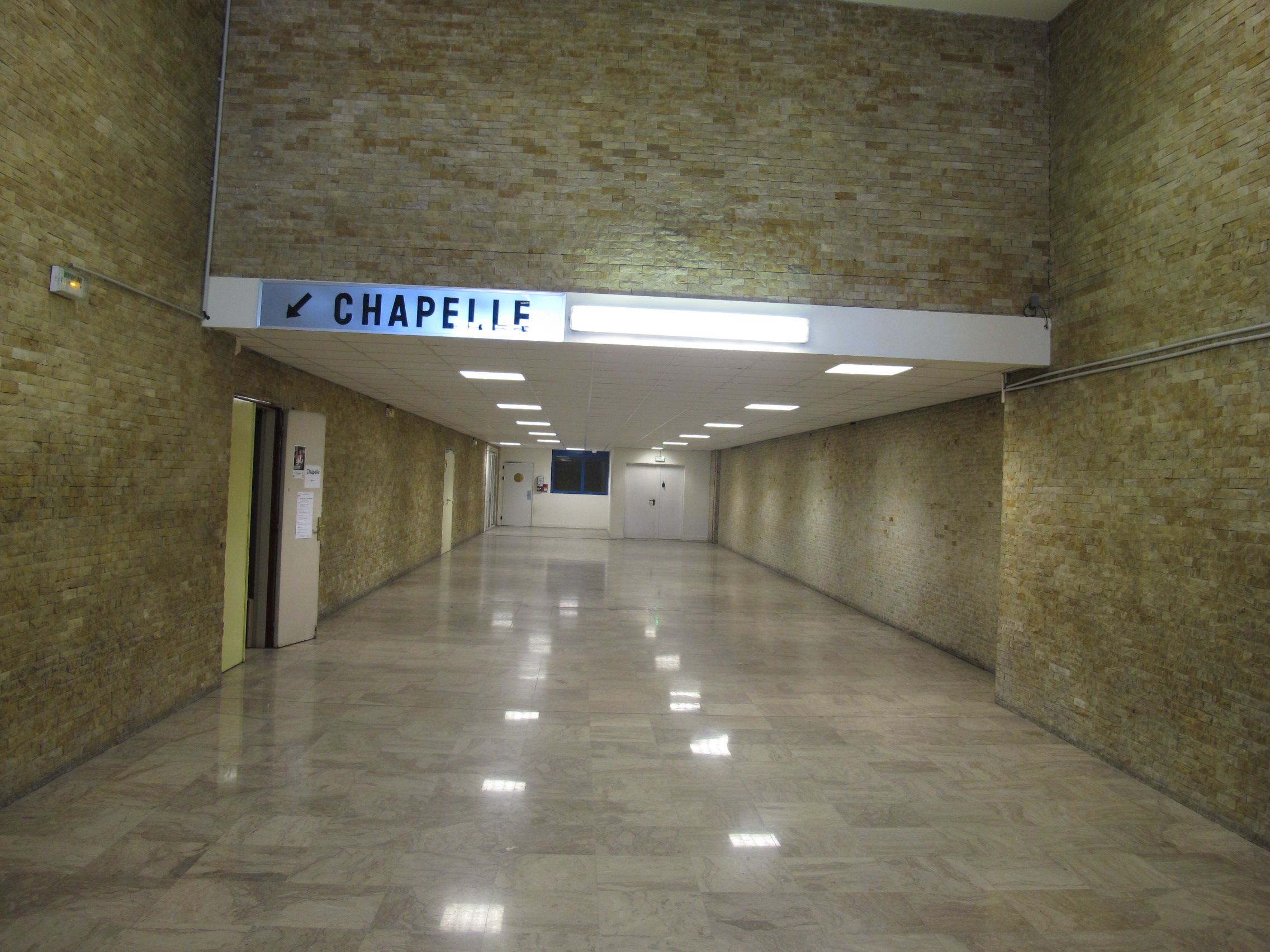
Autre accès.